# Kirsi Välimaa
Kirsi Maarit Välimaa in Antila (Jämijärvi, 15 ottobre 1978) è un'ex fondista finlandese.
È moglie del biatleta Timo Antila, a sua volta sciatore nordico di alto livello.

## Biografia
In Coppa del Mondo esordì il 7 marzo 1999 a Lahti (54ª), ottenne il primo podio il 13 gennaio 2001 a Soldier Hollow (3ª) e l'unica vittoria il 20 marzo 2005 a Falun.
In carriera prese parte a un'edizione dei Giochi olimpici invernali, Torino 2006 (34ª nell'inseguimento), e a due dei Campionati mondiali (5ª nella staffetta a Oberstdorf 2005 il miglior risultato).

## Palmarès

### Coppa del Mondo
- Miglior piazzamento in classifica generale: 19ª nel 2003
- 11 podi (2 individuali, 9 a squadre[2]):
  - 1 vittoria (a squadre)
  - 4 secondi posti (1 individuale, 3 a squadre)
  - 6 terzi posti (1 individuale, 5 a squadre)

#### Coppa del Mondo - vittorie
| Data          | Località | Nazione | Spec.                                                                   |
| ------------- | -------- | ------- | ----------------------------------------------------------------------- |
| 20 marzo 2005 | Falun    | Svezia  | 4x5 km (con Aino-Kaisa Saarinen, Riitta-Liisa Roponen e Virpi Kuitunen) |

### Campionati finlandesi
- 11 medaglie[3]:
  - 4 ori (10 km nel 1996; 5 km, 10 km nel 1999; 5 km nel 2005)
  - 5 argenti (10 km nel 1998; 10 km nel 2002; 10 km, inseguimento nel 2004; 10 km nel 2005)
  - 2 bronzi (10 km nel 1994; 30 km nel 2002)